# Jan Gawiński

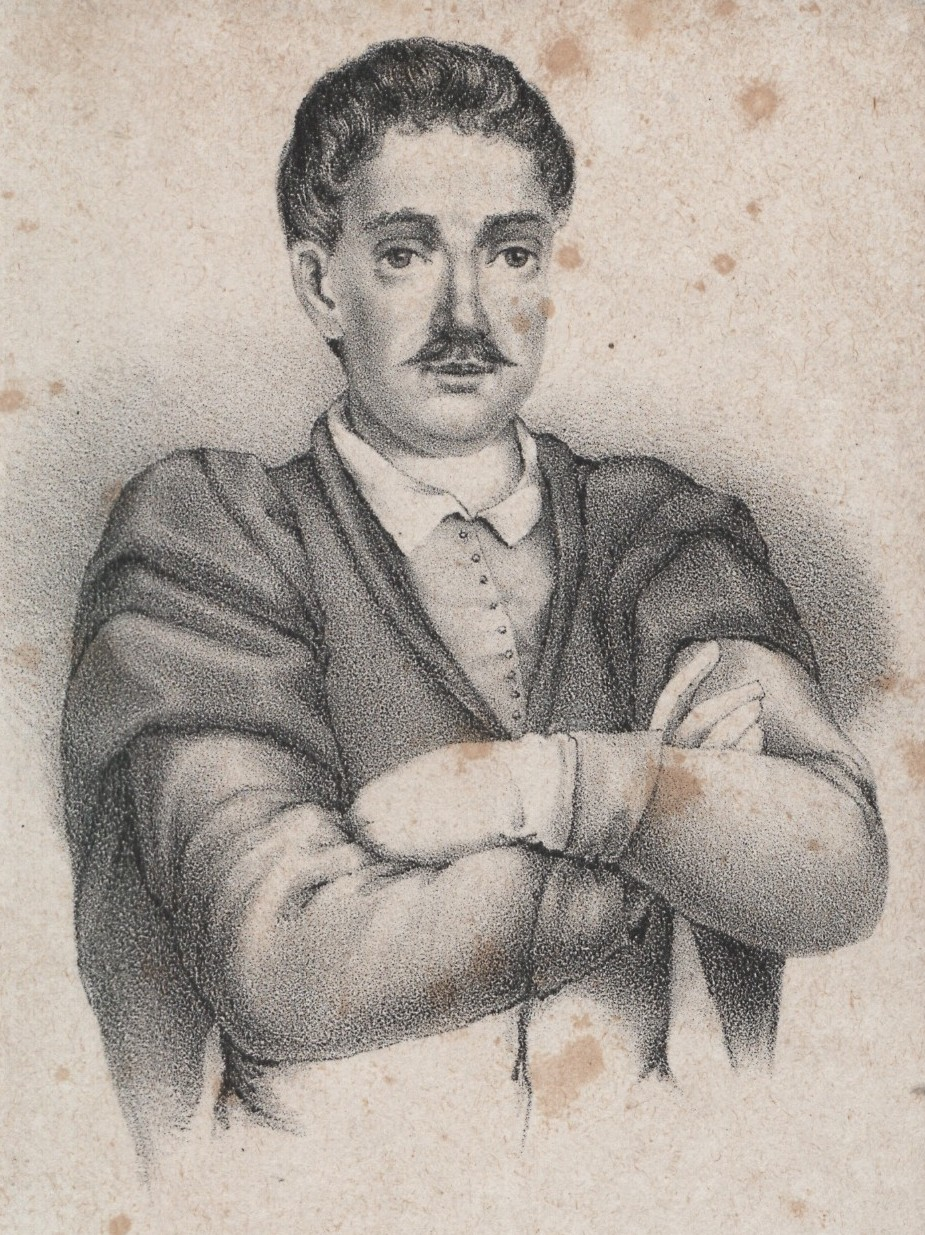
Jan Gawiński, grafika z XIX w.

Jan z Wielomowic Gawiński (ur. ok. 1622, zm. 1684?) – polski poeta barokowy.
Zalicza się go do klasycznego pokolenia Sarmatów – pokolenia Sobieskiego, choć jego szlachectwo nie jest pewne. Pochodził prawdopodobnie z miasteczka Wilamowice koło Krakowa. Uczył się w Akademii Bialskiej, filii Akademii Krakowskiej. Później był dworzaninem biskupa Karola Ferdynanda Wazy. Walczył zapewne z Kozakami. W końcu zamieszkał w Krakowie. Ożenił się z Małgorzatą Lajtnerówną. Pełnił w mieście różne urzędy, był między innymi superintendentem warzelni wielickiej i bocheńskiej. Był najlepszym przyjacielem Wespazjana Kochowskiego (znaleźli dla siebie nawzajem drugie żony).
Pisał wiele i na wysokim poziomie. Największą sławę zyskały jego sielanki, wzorowane na Anakreoncie, Szymonie Szymonowicu i poetach rzymskich, wielokrotnie wznawiane, oraz Dworzanki albo Epigrammata polskie – zbiór celnych fraszek na każdy temat. Ku czci zwycięskiego Sobieskiego wydał również poemat Clipaeus Christianitatis, to jest Tarcz chrześcijaństwa. Jest ponadto autorem cyklu fraszek Nagrobki oraz łacińskiego wiersza na śmierć Krzysztofa Wilskiego Planctus. Tłumaczył też Macieja Kazimierza Sarbiewskiego.